# Hird
Hird blev i middelalderen brugt om norske og danske kongers eller stormænds livvagt. Selv om ordet i sagaer benyttes om hændelser i vikingetiden, blev det sandsynligvis først brugt efter denne periode – sagaerne er nedskrevet i middelalderen og benytter den tids ordforråd. I vikingetiden blev Knud den Stores følge kaldt ting-hlíd, der antages at have en lignende betydning. Ordet hird kommer af norrønt hirð, som igen er et låneord fra angelsaksisk hireð (= husstand, familie),  beslægtet med tysk Heirat (= ægteskab). 
Hirden var stormænds og kongers hærfølge. En mand måtte frivilligt underkaste sig hirdherren, selv om en saga i flere tilfælde indikerer, at det skete under som et alternativ til døden. Optagelse i hirden blev markeret ved håndgang, sværdovertagelse og troskabseder. Hirdmændene blev derfor betegnet som "håndgangne mænd", enten sværdtagere eller edsvorne, og måtte sværge evig troskab til deres herre og love at følge ham i både krig og fred, om nødvendigt at ofre deres liv for ham. Ifølge Magnus Lagabøtes landslov, aflagdes ed med hånden på kongens sværd, og ordene: "Så lægger jeg hånden [på sværdet] og sværger til Gud, at være huld og tro mod min konge, åbenbart og hemmeligt; at jeg skal følge ham inden for landet og udenfor, og intetsteds skilles fra ham uden hans lov og tilladelse, eller uden at nødvendigheden kræver det. At jeg skal holde alle de eder, kongen har svoret til landfolket [dvs. opretholdelse af den kristne religion] efter de evner, Gud har skænket mig. Så være Gud mig huld, om jeg siger sandt; vred, om jeg lyver."
Efter sagatraditionen skal Olav den hellige og Olav Kyrre have givet de første regler for den norske hird, mens kong Sverre skal have udarbejdet den første hirdskrå (skrevne hirdlov). (En skrå var en lov.) Sverres hirdskrå angivelig omarbejdet og udvidet af Magnus Lagabøte. Sidstnævntes hirdskrå er bevaret og udgør et vigtigt kildeskrift. Loven blev læst op for den forsamlede hird i kongsgården hver jul.  Den præciserede, at al landskyld og leding - som var kongens vigtigste indtægtskilder - skulle være i hus senest til Mortensmesse, 11. november. Efter at Skule jarl gjorde oprør i 1239, fik Håkon Håkonsson ikke inddrevet pengene. Men som der står i hans saga, at da det led mod ottende dag jul (1240), lod kongen sine klenodier, sølvskeer og sølvfade sønderbryde, og gav alligevel hirden dens fulde løn. 
Den danske hirdlov kaldtes witherlax eller witherlogh (= vederlag eller vederlov) nedskrevet omkring 1180. "Thetta ær witherlax ræt ther Knwt kunung Waldemar sun oc Absalon ærkibiscop lote skriuæ sua sum war i gamblæ Knutz dagha. Gamla Knut war kunung i Danmark oc England oc Norghæ oc Samland oc hafthæ hirdh..." Hirden var inddelt i fire fjarthings, dvs. fjerdinger, senere kaldt worthæld (= vagthold), hvor ordet kan have sin oprindelse fra vagtordningen på vikingetidens (ledings)skibe. Hver fjerding var opdelt i et antal sveit (af latin secta, fransk suite). Under Knud den Hellige blev flere af hirdmændene i stedet kongelige ombudsmænd og flyttede fra kongsgården ud i landsdelene. 
Hirdmænd havde krav på beskyttelse og støtte fra deres herre. Det kaldtes traust. Hirdherren lønnede troskab og tjeneste med gaver som tøj, våben og guld. Hirdmænd fik også dele i krigsbyttet. Hvis en hirdmand blev dræbt, skulle der betales en højere mandebod end for andre mænd.
Hirdmænd i aktiv tjeneste sagdes at være "bordfæste" (bordfastir). De udgjorde kongens livgarde (hofudvordr) og var et bevæbnet følge (fylgd). Hirdmænd gjorde skiftevis tjeneste, ofte 6-12 a gangen, og boede på kongsgården, hvor mange af dem spiste ved herrens bord. Hvis herren var på rejse, fulgte de altid med. Hirdmænd fik udbetalt løn (máli) og blev derfor også kaldt málamenn. Hirdmænd deltes efter rangorden, hvor herrens stallare var hans vigtigste og mest betroede mand.
Hirden blev tidligt opfattet som en egen stand. Da man på Island indførte Jónsbok på Altinget i 1281, fandtes der tre stænder i landet: gejstlighed, kongens håndgangne mænd og bønderne. I 1281 blev det også lovfæstet, at alle mænd skulle klæde sig efter deres stand og formue. For at kunne gå i fornemt tøj måtte man være enten en velstående landmand eller hirdmand, der ejede de lovbestemte våben for sin hirdrang. Hirdmændene var også de eneste på Island, der måtte bære standsmæssige symboler som skjold og hjelm. 